# Federico Baldeschi Colonna
Federico Baldeschi Colonna, né Baldeschi, (né le 4 septembre 1625 à Pérouse en Ombrie, Italie, alors dans les États pontificaux, et mort le 4 octobre 1691 à Rome) est un cardinal italien du XVIIe siècle. Il est un parent du pape Clément X.

## Biographie
Federico Baldeschi Colonna est gouverneur de Faenza, gouverneur de la province de Sabine, gouverneur de la ville de Fabriano et référendaire au tribunal suprême de la Signature apostolique. Il est élu archevêque titulaire de Césarée-en-Cappadoce (de) et nommé nonce apostolique en Suisse en 1665. Il exerce des fonctions au sein de la Curie romaine, notamment à l'Inquisition.
Le pape Clément X le crée cardinal in pectore lors du consistoire du 12 juin 1673. Sa création est publiée le 17 décembre 1674. Peu après sa création comme cardinal, Baldeschini est adopté par son parent, le prince Sciarra Colonna di Carbognano. Le cardinal Baldeschi est préfet de la Congrégation du Concile à partir de 1675 et camerlingue du Sacré Collège entre 1683 et 1684.
Il participe au conclave de 1676, lors duquel Innocent XI est élu pape, et aux conclaves de 1689 (élection d'Alexandre VIII et de 1691 (élection d'Innocent XII), lors duquel il doit partir à cause de sa maladie.

## Succession apostolique
Federico Baldeschi Colonna a ordonné les évêques suivants :
- Évêque Paolo Filocamo (1676)
- Évêque Carlo Filippo Sfondrati (it), B. (1677)
- Évêque Giovanni Paolo Meniconi (en) (1680)
- Évêque Filippo Lenti (en) (1680)
- Évêque John Leyburn (1685)